# Tizio (nome)
Tizio  è un nome proprio di persona italiano maschile.

## Varianti
- Femminili: Tizia

### Varianti in altre lingue
- Latino: Titius[1]
  - Femminili: Titia

## Origine e diffusione

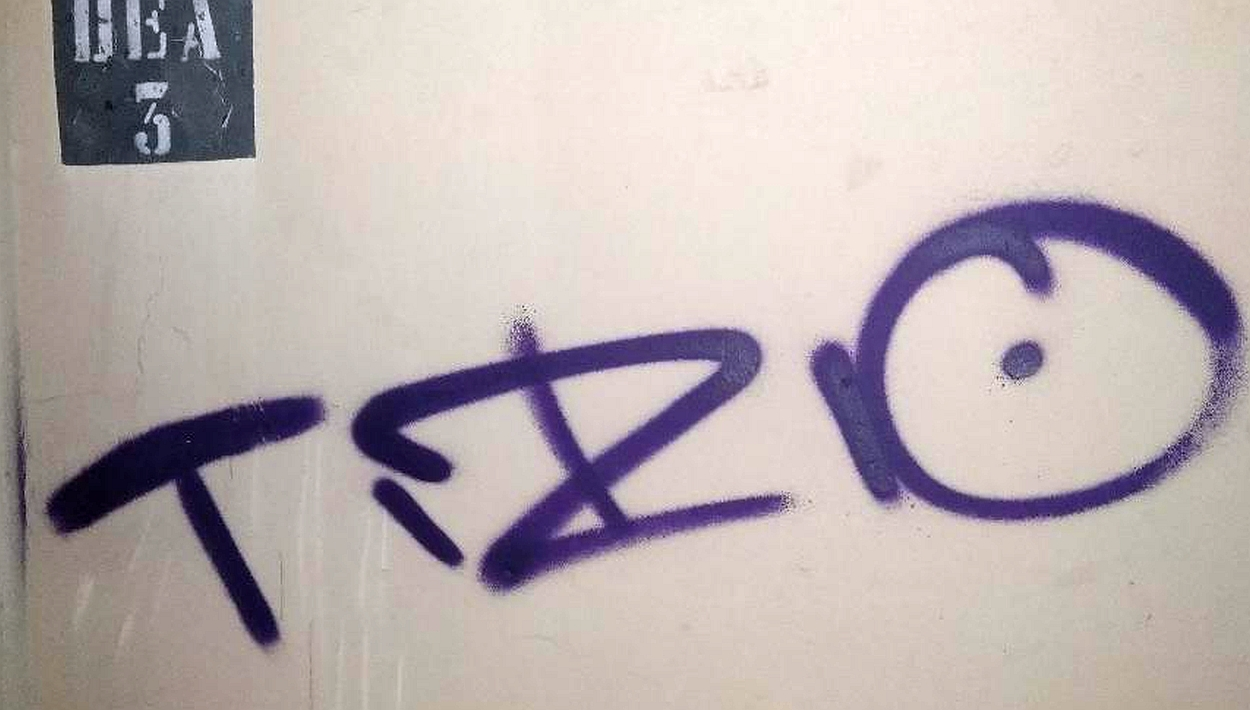
TIZIO: graffito a Torino, anno 2018

Continua il cognomen romano Titius, tipico della gens Titia; è un derivato (patronimico) del nome Titus (anche se viene talvolta considerato una sua variante), quindi significa "relativo a Tito", "parente di Tito". Da Tizio deriva a sua volta il nome Tiziano.
Era uno dei cognomina più diffusi in epoca romana, tanto da essere usato nel detto Tizio, Caio e Sempronio, subendo un processo deonomastico che lo ha trasformato in un termine generico per indicare una persona ("tizio", in uso tuttora in italiano); ad oggi, tuttavia, il suo uso come nome proprio è scemato, e viene ricordato solo in relazione a queste espressioni colloquiali.

## Onomastico
Si tratta di un nome adespota, ovvero privo di santo patrono; l'onomastico si può festeggiare il 1º novembre, festa di Ognissanti.

## Persone
- Tizio Aristone, avvocato romano
- Marco Tizio, politico romano
- Sesto Titio, politico romano